# 镇海府
镇海府，辽朝设置的府。
耶律阿保机时所置。治所在平南县（今辽宁省庄河市城附近）。隶东京道，兵事隶南女直汤河司。仅领一县：平南县。金朝时，废。